# Ellen Meiksins Wood
Ellen Meiksins Wood (12 de abril de 1942 – 14 de janeiro de 2016) foi uma cientista política e historiadora estadunidense.

## Biografia
Ellen Wood nasceu em 1942 na cidade de Nova York, um ano depois da chegada de seus pais, refugiados políticos letões, aos Estados Unidos. Militantes bundistas, movimento socialista judeu do leste europeu, os pais de Ellen, Gregory e Bella, foram perseguidos pelo governo fascista instaurado na Letônia pelo golpe de estado dirigido por Karlis Ulmanis em 1934, e fugiram do país no final da década de 1930 na iminência da prisão, após verem seus companheiros serem levados. Em Nova York, Ellen passou a infância rodeada por militantes da esquerda: sua mãe começou a trabalhar no Labor Committee e Ellen passava grande parte do tempo na casa do tio de seu pai, outro militante socialista judeu que editava a revista Der Vecker. Após a guerra seus pais se separaram, Bella foi enviada pelo Jewish Labor Committe à Alemanha para trabalhar com pessoas desalojadas pela guerra, e Ellen passou a revezar seu tempo entre internatos europeus e estadunidenses. Foi no início da década de 1950 que Bella e Ellen se mudaram para a Califórnia, onde Ellen formou-se em línguas eslavas, na Universidade da Califórnia, Berkeley, em 1962, e, posteriormente, entrou para o programa de pós-graduação em ciência política na Universidade da Califórnia, Los Angeles, onde se doutorou em 1970.
Em 1967, na conjuntura de ascenso dos movimentos contra a guerra do Vietnã e das lutas por direitos civis, Ellen e seu então companheiro Neal Wood foram trabalhar como professores no Glendon College, Universidade de York, em Toronto, Ontário, Canadá. À época, a Universidade de York era o centro da reorganização da esquerda norte-americana: nas palavras dela, seu departamento era o "mais marxista" da América do Norte. Ellen lá lecionou de 1967 a 1996, formando marxistas como George Comninel e David McNally.
Em 1997, tornou-se editora da revista marxista estadunidense Monthly Review ao lado de Paul Sweezy (fundador da revista em 1949) e Harry Magdoff, onde trabalhou até 2000. Antes, havia sido editora da revista marxista inglesa New Left Review de 1984 a 1993, período em que começou a revezar seu tempo entre Toronto e Londres. Ellen também participou do conselho editorial da Socialist Register, fundada pelos membros da New Left britânica Ralph Miliband e John Saville – grupo com o qual Ellen tinha grande afinidade – e do conselho editorial da Against the Current, uma tentativa de reorganizar a esquerda revolucionária estadunidense movida, entre outros, por Robert Brenner. Foi com Brenner que Ellen formulou muitas das suas principais teses acerca da origem e especificidade do capitalismo, defendendo, seguindo a linha de E.P. Thompson e da New Left britânica, a centralidade da agência dos sujeitos na história (a centralidade da luta de classes), em contraposição ao que chamavam de "estruturalismo economicista" que praticavam outras vertentes do marxismo – o que os levou a serem tachados de "marxistas políticos", alcunha que adotaram para demarcar a ênfase de suas análises na compreensão do capitalismo como processo histórico.
Vários dos muitos livros e artigos de Meiksins Wood foram escritos em colaboração com o seu marido, Neal Wood (1922-2003). A sua obra foi traduzida em muitos idiomas, incluindo espanhol, português, italiano, francês, alemão, turco, chinês, coreano e japonês. Destes, The Retreat from Class recebeu o Prêmio Memorial Isaac Deutscher, em 1988. Em 1996, foi convidada para a Sociedade Real do Canadá, um prestigioso reconhecimento acadêmico.
Mesmo que declarada socialista radical e ferrenha crítica da social-democracia, em ambos os países Ellen construiu partidos "reformistas", disputando posições com a tendência de Tony Blair no Labour Party britânico e atuando no New Democratic Party canadense – inclusive casando-se, em 2014, com Ed Broadbent, um dos líderes do Novo Partido Democrático do Canadá, com quem ela viveu em Ottawa e Londres por seis anos, até a sua morte, de câncer, aos 73 anos.

## "A separação entre o 'econômico' e o 'político' no capitalismo"
Para essa autora, o capitalismo é um sistema em que os bens e serviços, inclusive as necessidades mais básicas da vida, são produzidos para fins de troca lucrativa. O objetivo básico do sistema capitalista, em outras palavras, é a produção e a autoexpansão do capital.
Compreender de que forma o capitalismo se diferencia das formações sociais que o antecederam foi o objetivo central que guiou o trabalho de Ellen Wood. Sua definição da especificidade do capitalismo tem sua base no que chamou de "A separação entre o 'econômico' e o 'político' no capitalismo", título do artigo publicado por ela em 1981 na New Left Review, onde argumenta como o capitalismo é o primeiro modo de produção e exploração onde a classe dominante se apropria do trabalho excedente dos produtores por mecanismos econômicos, de modo distinto das formas pré-capitalistas que se caracterizavam por modos extra-econômicos de extração. Isso se torna possível quando no capitalismo – ao contrário das sociedades pré-capitalistas, onde os produtores estavam "diretamente relacionados às condições de trabalho, pelo menos como possuidores, quando não proprietários, dos meios de produção" – os produtores estão isolados dos meios de produção. Ellen Wood seguia as teses de Karl Marx, quem escreveu que a acumulação do capital "exige a aniquilação da propriedade privada fundada no trabalho próprio, isto é, a expropriação do trabalhador", pois é a posse dos meios de trabalho o que "possibilita ao empregador capitalista produzir mais-valia, ou, o que é o mesmo, apropriar-se de uma determinada quantidade de trabalho não remunerado”. A apropriação é realizada através da forma assalariada das relações de trabalho: o capitalista compra a força de trabalho dos expropriados, os quais produzem as mercadorias que são vendidas pelo capitalista, que por sua vez repassa apenas uma parte desse dinheiro ganho para seus empregados – na forma de salário. É essa especificidade das relações de trabalho no capital que "extingue todo vestígio da divisão da jornada de trabalho em trabalho necessário e mais-trabalho, em trabalho pago e trabalho não pago. Todo trabalho aparece como trabalho pago”. Desse modo, para Ellen Wood a apropriação do trabalho excedente no capitalismo acontece numa esfera econômica, sem o uso da coerção violenta no ato da apropriação. A coerção política, judicial e militar direta não é desempenhada pela classe capitalista, e sim por um Estado "neutro", o qual não opera diretamente na apropriação em si, mas na manutenção e expansão da concentração da propriedade privada nas mãos dos apropriadores e da expropriação de toda forma de subsistência dos produtores.

## "O império do capital"
Em 1999, após dois anos trabalhando com Paul Sweezy e Harry Magdoff no ambiente da Monthly Review – talvez o espaço mais voltado ao estudo do imperialismo na época – Ellen apresenta introdutoriamente as teses que desenvolveria em O império do capital em um artigo de 1999 intitulado Kosovo and the new imperialism. Refletindo sobre o bombardeio realizado pela OTAN, comando pelos EUA, ao Estado da Iuguslávia liderado pelo membro do Partido Socialista da Sérvia Slobodán Milosevic, Ellen argumenta que a causa da intervenção "não é apenas uma questão de controlar territórios específicos. É uma questão de controlar a economia mundial inteira e os mercados globais, em todo lugar e a todo tempo". O imperialismo agia para "assegurar que as forças do mercado capitalista prevaleçam em todo canto do mundo" e para "manipular as forças do mercado em benefício das economias capitalistas mais poderosas e dos Estados Unidos em particular". Na prática, isso significava a "exploração direta da força de trabalho barata pelas transnacionais com suas bases nos países capitalistas avançados, mas também mais indiretamente por meio de coisas como a dívida e manipulação das taxas de câmbio". Estabelecer soberania sobre a economia global, diz ela, é algo muito diferente de estabelecer soberania sobre um território com fronteiras específicas: a ação militar não apresenta necessariamente "nenhum objetivo específico e concreto", pois seu objetivo não é o controle de territórios ou recursos específicos. Como disse Harry Magdoff nos tempos da guerra do Vietnã, não é possível explicar a política externa estadunidense em termos materiais específicos. A guerra da Iugoslávia e todas outras intervenções estadunidenses redor do globo ao longo da segunda metade do século XX fizeram parte do esforço do imperialismo norte-americano para assegurar o funcionamento do mercado global. O exército que atacou o Kosovo ou o Vietnã não tinha por objetivo (apenas) um recurso natural ou a conquista de um território específico, e sim a manutenção do controle global da economia.
De forma análoga à dominação do capital sobe o trabalho, exercida "sem poder coercivo direto, porque os trabalhadores dependem do mercado e são obrigados a entrar nele para vender sua força de trabalho", no plano "mais e mais partes do mundo foram submetidas a esses imperativos de mercado que as tornaram dependentes. É a mediação do mercado que faz com que a compulsoriedade que leva os produtores a venderem sua força de trabalho – “o trabalhador sem propriedade tem pouco espaço de manobra quando a venda da força de trabalho em troca de um salário é a única maneira de ter acesso aos meios de subsistência” – pareça ser “impessoal (…) imposta não por homens, mas por mercados”. Da mesma forma, é a dependência econômica dos países periféricos em relação ao mercado mundial que os compele a abdicar do valor produzido em seu território para ser apropriado pelos países imperialistas.
Essa sobreposição do poder econômico sobre o extra-econômico é o que caracteriza o império do capital, distinguindo-o das formas pré-capitalistas de imperialismo que se apropriavam do trabalho das regiões dominadas através da força extra-econômica: o império romano expropriava as regiões dominadas através da cobrança de tributos, o império espanhol dependia da conquista e ocupação militar e do trabalho forçado, o império árabe, veneziano e holandês do controle militar das rotas e postos de comércio. Por isso, os primórdios do imperialismo capitalista estão, para Wood, na exploração da Irlanda pela Inglaterra no século XVIII, onde os grupos dominantes irlandeses "que usavam seu poder extra-econômico para extorquir impostos daqueles sob sua autoridade, seriam substituídos por proprietários de terras cuja riqueza vinha das rendas geradas por locatários engajados na agricultura comercial produtiva. Esses efeitos seriam atingidos acima de tudo pela expropriação e deslocamento dos irlandeses".
Ou seja: a força extra-econômica não perde importância no imperialismo capitalista, o qual exige apoio extra-econômico. A força extra-econômica é "essencial para a manutenção da coerção econômica em si”. A questão, para Ellen, é em que momento ela é desempenhada. Ao contrário do que ocorria nas sociedades não-capitalistas, onde a coerção era utilizada diretamente pelos apropriadores, quem opera a violência não são diretamente os capitalistas, mas o Estado, que aparenta representar a sociedade como um todo, de maneira "neutra". Os imperativos extra-econômicos no capitalismo não desempenham uma função direta na apropriação por si mesma de trabalho excedente. A violência não é aplicada na extração direta de riquezas, mas na manutenção das formas sociais que permitem que mais-valor seja extraído, ou seja, para a manutenção da propriedade privada e dos expropriados. A prisão de grevistas pela polícia, por exemplo, é uma das formas em que o Estado reprime qualquer tentativa de questionar essa estrutura de funcionamento da sociedade. O Estado desempenha um papel indispensável e insubstituível na manutenção das relações de propriedade essenciais para a apropriação de trabalho excedente através dos mecanismos do mercado, principalmente, da compra da força de trabalho – como, por exemplo, regular e defender a propriedade privada com seu aparato de juízes e soldados; estipular os termos dos contratos entre empregadores e empregados (as leis trabalhistas: o salário mínimo, a carga horária, o seguro desemprego, a aposentadoria); ou regular o fluxo de investimentos de capital entre Estados-nação (os impostos e tarifas alfandegárias, os termos para o investimento estrangeiro direto e de carteira no país, os termos para a exploração de recursos naturais do país por empresas estrangeiras, etc.).
Dessa forma, os "imperativos capitalistas" de Ellen são sinônimo do que Marx chamou de “a muda coação das condições econômicas sela o domínio do capitalista sobre o trabalhador. Violência extra-econômica direta é ainda, é verdade, empregada, mas apenas excepcionalmente".

## Livros
- WOOD, Ellen Meiksins. Democracia contra capitalismo: a renovação  do materialismo histórico [1995]. São Paulo: Boitempo, 2003.
- WOOD, Ellen Meiksins; FOSTER, John Bellamy. Em defesa da história: marxismo e pós-modernismo [1997]. RIo de Janeiro: Jorge Zahar,1999.
- WOOD, Ellen Meiksins. A origem do capitalismo [1999]. Rio de Janeiro: Jorge Zahar, 2001.
- WOOD, Ellen Meiksins. O império do capital [2003]. São Paulo: Boitempo, 2014.
- Mind and Politics: An Approach to the Meaning of Liberal and Socialist Individualism. University of California Press, 1972.
- The Retreat from Class: A New 'True' Socialism. Schocken Books, 1986. ISBN 0-8052-7280-1. Verso Classics, January 1999. Republicado com nova introdução. ISBN 1-85984-270-4.
- The Pristine Culture of Capitalism. Verso, 1992. ISBN 0-86091-572-7.
- Democracy Against Capitalism: Renewing Historical Materialism. Cambridge University Press, 1995. ISBN 0-521-47682-8. Trechos disponíveis aqui
- Peasant-Citizen and Slave: The Foundations of Athenian Democracy. Verso, February 20, 1997. ISBN 0-86091-911-0.
- The Origin of Capitalism. Monthly Review Press, 1999, 120 pp. ISBN 1-58367-000-9, ISBN 1-58367-007-6. Edição revista: The Origin of Capitalism: A Longer View. Verso Books, 2002, 213 pp. ISBN 1-85984-392-1, ISBN 978-1-85984-392-5.
- Empire of Capital, Verso, 2003. ISBN 978-1-85984-502-8; Verso, 2005.  ISBN 1-84467-518-1.
- Citizens to Lords: A Social History of Western Political Thought from Antiquity to the Middle Ages. Verso, 2008. ISBN 978-1-84467-243-1.
- Liberty & Property: A Social History of Western Political Thought from Renaissance to Enlightenment. Verso, 2012. ISBN 978-1-84467-752-8.